# Seznam pesmi Miley Cyrus
Popoln seznam pesmi ameriške pevke, tekstopiske in igralke Miley Cyrus. Seznam ne vključuje pesmi, ki jih je objavila kot Hannah Montana.

## 0 - 9
| Naslov pesmi | Tekstopisec/skladatelj                  | Album    | Leto |
| ------------ | --------------------------------------- | -------- | ---- |
| »7 Things«   | Miley Cyrus, Antonina Armato, Tim James | Breakout | 2008 |

## A
| Naslov pesmi | Tekstopisec/skladatelj                  | Album            | Leto |
| ------------ | --------------------------------------- | ---------------- | ---- |
| »As I Am«    | Xandy Barry, Miley Cyrus, Shelly Peiken | Meet Miley Cyrus | 2007 |

## B
| Naslov pesmi                                            | Tekstopisec/skladatelj                             | Album                                                 | Leto |
| ------------------------------------------------------- | -------------------------------------------------- | ----------------------------------------------------- | ---- |
| »Before The Storm« (skupaj z Jonas Brothers)            | Kevin Jonas II, Joe Jonas, Nick Jonas, Miley Cyrus | Lines, Vines and Trying Times & The Time Of Our Lives | 2009 |
| »Bottom Of the Ocean«                                   | Miley Cyrus, Armato, James                         | Breakout                                              | 2008 |
| »Breakout«                                              | Gina Schock, Ted Bruner, Trey Vittetoe             | Breakout                                              | 2008 |
| »Butterfly Fly Away« (skupaj z Billyjem Rayjem Cyrusom) | Glen Ballard, Alan Silvestri                       | Hannah Montana: The Movie & Back to Tennessee         | 2009 |

## C
| Naslov pesmi     | Tekstopisec/skladatelj                                   | Album                     | Leto |
| ---------------- | -------------------------------------------------------- | ------------------------- | ---- |
| »Can't Be Tamed« | Antonina Armato, Marek Pompetzki, Miley Cyrus, Tim James | Can't Be Tamed            | 2010 |
| »Clear«          | Xandy Barry, Destiny Hope Cyrus, Shelly Peiken           | Meet Miley Cyrus          | 2007 |
| »The Climb«      | Jessi Alexander, Jon Mabe                                | Hannah Montana: The Movie | 2009 |

## D
| Naslov pesmi      | Tekstopisec/skladatelj                    | Album                     | Leto |
| ----------------- | ----------------------------------------- | ------------------------- | ---- |
| »Don't Walk Away« | Miley Cyrus, John Shanks, Hillary Lindsey | Hannah Montana: The Movie | 2009 |
| »Dream«           | John Shanks, Kara DioGuardi               | Hannah Montana: The Movie | 2009 |
| »The Driveway«    | Miley Cyrus, Scott Cutler,Anne Preven     | Breakout                  | 2008 |

## E
| Naslov pesmi                         | Tekstopisec/skladatelj                                 | Album            | Leto |
| ------------------------------------ | ------------------------------------------------------ | ---------------- | ---- |
| »East Northumberland High«           | Antonina Armato, Tim James, Samantha Jo Moore          | Meet Miley Cyrus | 2007 |
| »Every Rose Has Its Thorn« (verzija) | Bret Michaels, C.C. DeVille, Bobby Dall, Rikki Rockett | Can't Be Tamed   | 2010 |

## F
| Naslov pesmi           | Tekstopisec/skladatelj                                   | Album    | Leto |                |      |
| ---------------------- | -------------------------------------------------------- | -------- | ---- | -------------- | ---- |
| »Fly on the Wall«      | Miley Cyrus, Armato, James, Devrim Karaoğlu              | Breakout | 2008 |                |      |
| »Forgiveness and Love« | Miley Cyrus, Antonina Armato, Tim James, Adam Schmalhotz | Breakout | 2008 | Can't Be Tamed | 2010 |
| »Full Circle«          | Miley Cyrus, Scott Cutler, Preven                        |          |      |                |      |

## G
| Song                        | Tekstopisec/skladatelj                          | Album            | Leto |
| --------------------------- | ----------------------------------------------- | ---------------- | ---- |
| »Girls Just Wanna Have Fun« | Robert Hazard, Matthew Wilder                   | Breakout         | 2008 |
| »Goodbye«                   | Miley Cyrus, Armato, James                      | Breakout         | 2008 |
| »Good and Broken«           | Antonina Armato, Destiny Hope Cyrus, Tim James  | Meet Miley Cyrus | 2007 |
| »G.N.O. - Girl's Night Out« | Destiny Hope Cyrus, Tamara Dunn, Wilder Matthew | Meet Miley Cyrus | 2007 |

## H
| Naslov pesmi                          | Tekstopisec/skladatelj           | Album                        | Leto |
| ------------------------------------- | -------------------------------- | ---------------------------- | ---- |
| »Hoedown Throwdown«                   | Adam Anders, Nikki Hassman       | Hannah Montana: The Movie    | 2009 |
| »Hovering« (skupaj s Traceom Cyrusom) | Destiny Hope Cyrus, Brian Green) | Breakout (platinasta izdaja) | 2008 |

## I
| Naslov pesmi                                      | Tekstopisec/skladatelj           | Album                               | Leto |
| ------------------------------------------------- | -------------------------------- | ----------------------------------- | ---- |
| »I Miss You«                                      | Destiny Hope Cyrus, Brian Green) | Meet Miley Cyrus                    | 2007 |
| »I Hope You Find It«                              |                                  | Poslednja pesem - soundtracki filma | 2010 |
| »I Thought I Lost You« (skupaj z Johnom Travolto) | Miley Cyrus , Jeffrey Steele     | Bolt                                | 2008 |

## K
| Naslov pesmi            | Tekstopisec/skladatelj      | Album                   | Leto |
| ----------------------- | --------------------------- | ----------------------- | ---- |
| »Kicking and Screaming« | John Shanks, Kara DioGuardi | »The Time Of Our Lives« | 2009 |

## L
| Naslov pesmi   | Tekstopisec/skladatelj                                                                | Album            | Leto |
| -------------- | ------------------------------------------------------------------------------------- | ---------------- | ---- |
| »Let's Dance«  | Antonina Armato, Destiny Hope Cyrus, Tim James                                        | Meet Miley Cyrus | 2007 |
| »Liberty Walk« | Miley Cyrus, Antonina Armato, Tim James, Nicholas Scapa, John Fasse, Michael McGinnis | Can't Be Tamed   | 2010 |

## M
| Pesem                     | Tekstopisec/skladatelj                                    | Album          | Leto |
| ------------------------- | --------------------------------------------------------- | -------------- | ---- |
| »My Heart Beats For Love« | John Shanks, Paulina Toscano, Gordie Sampson, Miley Cyrus | Can't Be Tamed | 2010 |

## O
| Naslov pesmi | Tekstopisec/skladatelj | Album                  | Leto |
| ------------ | ---------------------- | ---------------------- | ---- |
| »Obsessed«   | Roger Lavoie           | The Time Of Our Lives' | 2009 |

## P
| Naslov pesmi          | Tekstopisec/skladatelj                  | Album                 | Leto |
| --------------------- | --------------------------------------- | --------------------- | ---- |
| »Party in the U.S.A.« | Dr. Luke, Claude Kelly, Jessica Cornish | The Time of Our Lives | 2009 |
| »Permanent December«  | John Shanks, Miley Cyrus                | Can't Be Tamed        | 2010 |

## R
| Naslov pesmi                                              | Tekstopisec/skladatelj                         | Album            | Leto |
| --------------------------------------------------------- | ---------------------------------------------- | ---------------- | ---- |
| »Ready, Set, Don't Go« (skupaj z Billyjem Rayjem Cyrusom) | Billy Ray Cyrus, Casey Beathard                | Home at Last     | 2007 |
| »Right Here«                                              | Antonina Armato, Destiny Hope Cyrus, Tim James | Meet Miley Cyrus | 2007 |
| »Robot«                                                   | John Shanks, Miley Cyrus                       | Can't Be Tamed   | 2010 |

## S
| Naslov pesmi                                | Tekstopisec/skladatelj                         | Album                        | Leto |
| ------------------------------------------- | ---------------------------------------------- | ---------------------------- | ---- |
| »Scars«                                     | Miley Cyrus, John Shanks                       | Can't Be Tamed               | 2010 |
| »See You Again« (v remixu Rock Mafia Remix) | Antonina Armato, Destiny Hope Cyrus, Tim James | Meet Miley Cyrus & Breakout  | 2007 |
| »Simple Song«                               | Jeffrey Steele, Jesse Littleton                | Breakout                     | 2008 |
| »Someday«                                   | Armato, Cyrus, James, Karaoglu                 | Breakout (platinasta izdaja) | 2008 |
| »Start All Over«                            | Scott Cutler, Fefe Dobson, Anne Preven         | Meet Miley Cyrus             | 2007 |
| »Stay«                                      | John Shanks, Miley Cyrus                       | Can't Be Tamed               | 2010 |

## T
| Naslov pesmi             | Tekstopisec/skladatelj                                                | Album                 | Leto |
| ------------------------ | --------------------------------------------------------------------- | --------------------- | ---- |
| »Take Me Along«          | John Shanks, Miley Cyrus                                              | Can't Be Tamed        | 2010 |
| »Talk Is Cheap«          | Shanks, Amy Lindop                                                    | The Time Of Our Lives | 2009 |
| »The Time Of Our Lives«  | Gotwald, Kelly, Kesha Sebert, Pebe Seber                              | The Time Of Our Lives | 2009 |
| »These Four Walls«       | Cutler, Preven, Cheyenne Kimball                                      | Breakout              | 2008 |
| »Two More Lonely People« | Miley Cyrus, Kevin Kadish, Brandon Jane, Angie Aparo, Antonina Armato | Can't Be Tamed        | 2010 |

## W
| Naslov pesmi         | Tekstopisec/skladatelj                                   | Album                                                       | Leto |
| -------------------- | -------------------------------------------------------- | ----------------------------------------------------------- | ---- |
| »Wake Up America«    | Miley Cyrus, Armato, James                               | Breakout                                                    | 2008 |
| »When I Look at You« | Shanks, Hillary Lindsey                                  | The Time Of Our Lives & Poslednja pesem - soundtracki filma | 2009 |
| »Who Owns My Heart«  | Miley Cyrus, Antonina Armato, Tim James, Devrim Karaoglu | Can't Be Tamed                                              | 2010 |

## Ostale pesmi
| Naslov pesmi                                                                             | Album                            | Leto |
| ---------------------------------------------------------------------------------------- | -------------------------------- | ---- |
| »Zip-a-Dee-Doo-Dah«                                                                      | DisneyMania 4                    | 2006 |
| »Stand« (skupaj z Billyjem Rayjem Cyrusom)                                               | Wanna Be Your Joe                | 2006 |
| »Part of Your World«                                                                     | DisneyMania 5                    | 2007 |
| »Just Stand Up!« (skupaj z ostalimi glasbenimi izvajalci, ki so se udeležili prireditve) | Samo singl                       | 2008 |
| »Santa Clause is Coming to Town«                                                         | All Wrapped Up                   | 2008 |
| »Send It On« (skupaj z Jonas Brothers, Demi Lovato in Seleno Gomez)                      | Samo singl                       | 2009 |
| »We Belong to the Music« (skupaj s Timbalandom)                                          | Timbaland Presents Shock Value 2 | 2009 |
| »Everybody Hurts«                                                                        | Za pomoč Haitiju                 | 2010 |
| »We Are the World: 25 for Haiti«                                                         | Samo singl                       | 2010 |
| »Nothing To Lose« (skupaj z Bretom Michaelsom)                                           | Rock My World                    | 2010 |